# Áreas protegidas da Nicarágua

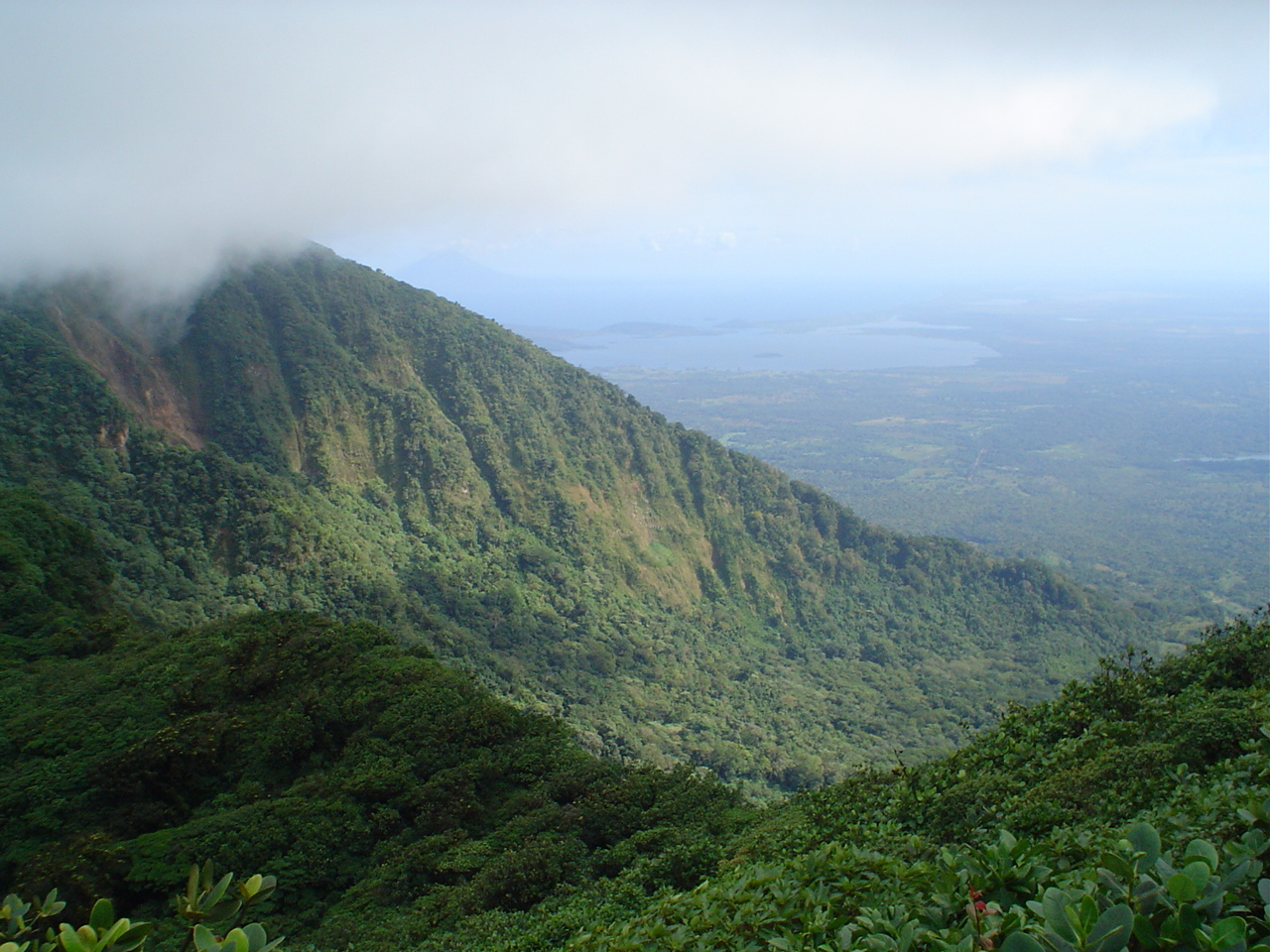
Reserva Natural do Vulcão Mombacho

As áreas protegidas da Nicarágua são áreas protegidas pelo governo da Nicarágua em função de sua beleza natural ou significância em termos de, principalmente, biodiversidade e valores culturais associados com a natureza. A Nicarágua tem 78 áreas protegidas que cobrem 22.422 km², cerca de 17,3% da superfície terrestre do país. O Sistema Nacional de Áreas Protegidas (SINAP) é administrado pelo ministério do meio ambiente do país. 

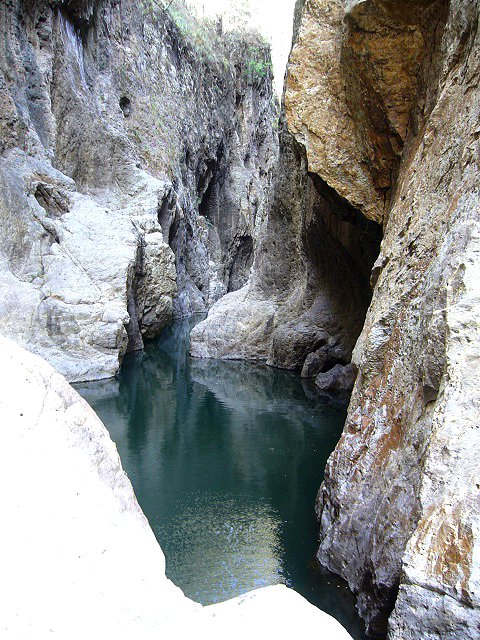
O cânion Somoto é um Monumento Nacional

## História
O refúgio da Peninsula de Cosigüina foi estabelecido em 1958 como a primeira área protegida da Nicarágua. Duas outras áreas foram criadas em 1979 e em 1990 o país somava 25 unidades. Anteriormente a 1979, o Banco Central da Nicarágua foi responsável pela criação de dois parques nacionais e uma reserva natural, durante o regime Somoza.
Em 1999, uma nova lei estabeleceu condições para a criação de reservas privadas na Nicarágua. Esses espaços são definidos como áreas privadas dedicadas à conservação por seus proprietários, e reconhecidas pela Ministério do Meio Ambiente. Esse reconhecimento é dependente de alguns critérios, incluindo o potencial de cada área para a conservação da biodiversidade.